# Sompt
Sompt – miejscowość i dawna gmina we Francji, w regionie Nowa Akwitania, w departamencie Deux-Sèvres. W 2016 roku populacja ówczesnej gminy wynosiła 365 mieszkańców. 
W dniu 1 stycznia 2019 roku z połączenia dwóch ówczesnych gmin – Chail oraz Sompt – powstała nowa gmina Fontivillié. Siedzibą gminy została miejscowość Chail. 